# أبو أسماء الصيقل
أبو أسماء الصيقل راوي حديث مجهول من صغار التابعين. روى له النسائي.

## روايته للحديث النبوي
- روى عن: أنس بن مالك.
- روى عنه: أبو إسحاق السبيعي.[1]
- الجرح والتعديل: قال أبو زرعة الرازي: «لا أعرف اسمه.»، روى له النَّسَائي عن أنس.[1]